# Bakken (dokumentarfilm)
Bakken er en dansk dokumentarfilm fra 1967 instrueret af Frank Paulsen efter eget manuskript. Filmen viser scener fra Dyrehavsbakken ved København. 

## Handling
På Paraden foran Tribinis variete ses Lily Antony, Aase Tribini, Sonja (?) og Tribini. Fru Stefanie Jørgensen (født 1884) ses. Der afholdes Børnenes Feriefest. Børn kommer med deres kæledyr og Dr. Lieberkind er på scenen. Konkurrencen hvor der skal findes en nål i en høstak. Tyske artister Les Wondes i svajemast, balancemotorcykel, Roy Frandsen, Erico Lund sminker sig som Pjerrot, Einicke i Palækiosken, Charles Larsen i boden med boldkast, scene i Rosengården (kabaret), The Locket (eller Rocket) Belt man er artist på plænen. I Tribinis variete er Lily Antony den svævende dame på sabler og Samson assistent. I Bakkens Hvile er Inger-Lise Gaarde bakkesangerinde. I Ølgod ses Rut Lund, Palle Clausen og Orla Høyer.
Synops af Anja Olsen, Cirkusmuseet